# Åstjärnen (Siljansnäs socken, Dalarna)
Åstjärnen är en sjö i Leksands kommun i Dalarna och ingår i Dalälvens huvudavrinningsområde.